# 投降主义
投降主义指冲突和纠纷中，无原则地放弃己方集团的利益，向敌对集团没有底线地迁就与妥协，放弃与敌对集团进行斗争的主张和思想。
投降主义和一般寻求接触和谈判解决纠纷的妥协主義的区别在于，妥协政策设置了妥协的底线，即核心利益，而投降主义可以无条件的承诺敌对集团的要求，以避免对敌对集团发生激烈斗争。

## 典型表现
- 南宋与金战争中，绍兴和议被当时和后世某些历史研究者评论为是投降主义政策。[2]